# 日本语能力测试
日本語能力試驗（日语：／ Nihongo Nōryoku Shiken；英语：Japanese-Language Proficiency Test，简称JLPT）是以母語非日語者為主要對象的日語能力考試，1984年创设。

## 简介
目前考試設有N1至N5級、共5个级别，當中以N1級難度最高。日本國內的考試由日本國際教育支援協會舉辦，國外則由日本國際交流基金舉辦。
目前考試均於每年7月及12月首個星期日各舉辦一次但部分地區只會舉辦12月考試。考卷由日本发往全球各國考點，每年7月及12月考完后全部统一送回日本阅卷，9月及3月左右再将成绩发回各地考點。全球考卷統一，取得的合格证书全球通用。
文部科學省創立日本留学考试之前，本考試用於檢定計劃在日本就讀大專院校之學生的日語能力。2002年起，日本留学考试正式推行，但日本語能力試驗仍可作為入讀日本院校的審查基準（視乎有關院校的入學要求而定）。一般而言，申請日本大學的外國人需要具備新制N1級~N2級（少部份為N3級）的日語水準，而申請日本的專門學校則需具備新制N2~N3級的日語水平。
2018年，考試於世界86個國家和地區共296個城市舉辦，共有1168000人报考，1009074人應考，366037人次获得证书，總合格率为36.3%，報考及應考人數最多的國家或地区（除日本外）有中国大陆、韓國、台灣，報考及應考人數最多的三個城市（日本以外）為台北、首爾及上海。

## 考试概要

### 测试时间和内容

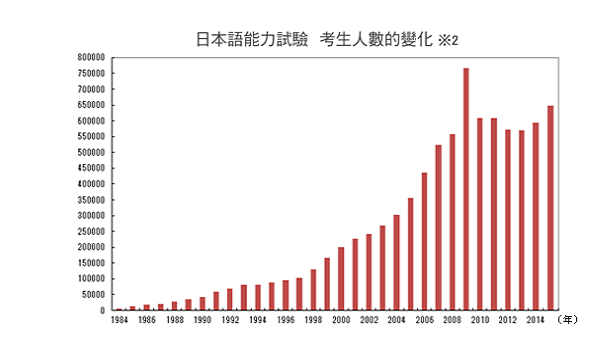
歷年考生報考人數的數據

详细信息如下：
| 等级 | 考试科目〈考试时间〉                        | 考试科目〈考试时间〉                        | 考试科目〈考试时间〉 | 考试总时长 |
| ---- | ------------------------------------------- | ------------------------------------------- | -------------------- | ---------- |
| N1   | 语言知识（文字、词汇、语法）、阅读〈110分〉 | 语言知识（文字、词汇、语法）、阅读〈110分〉 | 听力〈55分〉         | 165分      |
| N2   | 语言知识（文字、词汇、语法）、阅读〈105分〉 | 语言知识（文字、词汇、语法）、阅读〈105分〉 | 听力〈50分〉         | 155分      |
| N3   | 语言知识（文字、词汇）〈30分〉              | 语言知识（语法）、阅读〈70分〉              | 听力〈40分〉         | 140分      |
| N4   | 语言知识（文字、词汇）〈25分〉              | 语言知识（语法）、阅读〈55分〉              | 听力〈35分〉         | 115分      |
| N5   | 语言知识（文字、词汇）〈20分〉              | 语言知识（语法）、阅读〈40分〉              | 听力〈30分〉         | 90分       |

### 歷年報考人數
從1984年到2008年，每年的日語測試考生人數都在增加，2009年增長到高峰，次年至今開始幾乎持平。

### 學習時數
| 級別 | 學習時數 （汉字文化圈考生） | 學習時數 （非汉字文化圈考生） |
| ---- | --------------------------- | ----------------------------- |
| N1   | 約1700~2600 小時            | 約3000~4800 小時              |
| N2   | 約1150~1800 小時            | 約1600~2800 小時              |
| N3   | 約700~1100 小時             | 約950~1700 小時               |
| N4   | 約400~700 小時              | 約575~1000 小時               |
| N5   | 約250~450 小時              | 約325~600 小時                |

### 与歐洲共同語言參考標準的关联
註：以下為官方認證對換表，將適用於2025年12月及之後的考試。
| JLPT等级                       | CEFR等级 |
| ------------------------------ | -------- |
| N5 80 到 180                   | A1       |
| N4 90 到 180 及 N3 95 到 103   | A2       |
| N3 104 到 180 及 N2 90 到 111  | B1       |
| N2 112 到 180 及 N1 100 到 141 | B2       |
| N1 142 到 180                  | C1       |

## 历史沿革
自2010年度起，考試从舊制分1至4級共4个级别调整为分N1至N5共5个水准可供报考，N1、N2、N4、N5分別相當於舊制之1級、2級、3級與4級，另在現時2級與3級之間新增一個N3級。2010年之后的考试不公开真题（考古题），但官方提供样题，原则上不允许实际考题的公开传播。
2009年之前（含當年），日本語能力試驗分為四個級別供考生報考，1級最難、4級最容易。每級考試分漢字‧词汇（文字・語彙）、听力（聴解）、阅读‧语法（読解・文法）3大部分进行，不設口語及作文題。其相应的日语能力如下：
- 1级：掌握高级语法。除掌握社会生活中必须用语外，还具备在日本大学进行科学研究的综合日语能力。
- 2级：掌握中上级语法。必须具备一般性的会话、阅读、写作能力。
- 3级：掌握基本语法。掌握日常生活中常用会话，可阅读及书写简单的文章。
- 4级：掌握初级语法。能应付简单会话，可阅读及书写平易、简短的日语文章。

| 級別 | 學習時數（汉字文化圈考生） | 學習時數（非汉字文化圈考生） | 漢字      | 語彙       | 文法     | 整體能力         | 及格分 |
| ---- | -------------------------- | ---------------------------- | --------- | ---------- | -------- | ---------------- | ------ |
| 4級  | 約200-300小時              | 约250-400小时                | 約100個   | 約800個    | 初步     | 簡單對答         | 60%    |
| 3級  | 約375-475小時              | 约500-700小时                | 約300個   | 約1,500個  | 基本     | 簡單日常生活     | 60%    |
| 2級  | 約1100-1500小時            | 约1400-2000小时              | 約1,000個 | 約6,000個  | 中等難度 | 多數交流應對     | 60%    |
| 1級  | 約1800-2300小時            | 约3100-4500小时              | 約2,000個 | 約10,000個 | 高難度   | 專業人員基本要求 | 70%    |

| 類別 \ 時間        | 級別    | 級別    | 級別    | 級別    |
| 類別 \ 時間        | 1級     | 2級     | 3級     | 4級     |
| ------------------ | ------- | ------- | ------- | ------- |
| 漢字及詞彙 (100點) | 45分鐘  | 35分鐘  | 35分鐘  | 25分鐘  |
| 聽解 (100點)       | 45分鐘  | 40分鐘  | 35分鐘  | 25分鐘  |
| 文法及讀解 (200點) | 90分鐘  | 70分鐘  | 70分鐘  | 50分鐘  |
| 合計 (400點)       | 180分鐘 | 145分鐘 | 140分鐘 | 100分鐘 |

所有试题均为选择题，满分400分（配点）。1级考试合格要求為70%（即280配点）；2级、3级和4级考试則為60%（即240配点）。成绩通知书于次年3月初由日本国际交流基金会通过各地考点发放给考生本人，成绩合格者还将同时得到日本国际交流基金会颁发的合格证书。所有合格证书均长期有效，所有報名程序（包括報名、繳費、考試證或成績單通知書的發放等）均按照該國官方考點開設單位或部門網頁提供之訊息為準。
另外2005年度起的測試中，各級的詞匯與部分級別的句型均有少量增加，而出題詞匯與句型基準皆有另刊發行與公佈；而坊間均有出售圍繞該考試出題基準而設的應考與相應級別之訓練練習題發售。
該考試之考古題（即過去年份之考卷，包括標準答案與聽力測驗的CD），官方機構日本國際交流基金会亦有授予出版並公開發售，日本由凡人社出版，中國大陸方面由外研社（1999年前）或學林出版社（2000年後）出版，香港地區則由向日葵出版社發行，而台灣則分別由大新書局、致良出版社或寂天文化等出版發行。
2009年度开始，更改为每年7月和12月两次举办。
2010年起，考试由原本的四个等级更新为N1-N5的五级别考试模式，并停止考题公开。新日语能力考试采用“尺度得点”的评分标准，学生的成绩不会因考题变化而影响，更能体现出学生在整体考生中的水平。2010年后逐渐引入了考试成绩与can-do的对比。
2025年12月起，在成绩单上會标注欧洲共同语言参考标准（CEFR）对照结果。

## 亞洲地區報名方式

### 中國大陸
中国大陆地區考试由教育部教育考试院负责组织和实施，1993年首次举办。2008年於30个城市设有考点，包括北京、上海、長春、大連、廣州、瀋陽、天津、哈爾濱、西安、重慶、濟南、武漢、廈門、杭州、呼和浩特、洛陽、蘇州、青島、長沙、成都、南京、合肥、深圳、南昌、石家莊、太原、寧波、無錫、貴陽、烏魯木齊等，共有59個考點，2007年最多考生報考與應考之考點順序為上海、北京、大連、杭州與廣州。 
报名没有年龄、职业、学历、地区、民族、国籍、在校与否等限制，中国公民持正式居民身份证、外国人持护照均可上网报名。2003年開始中國大陸實行網上報名制度（網上報名者需以工行或者招商銀行之網上銀行繳費系統或支付寶支付），而2003年之前能以親自報名或函報方式報名，於5月中旬至7月31日凌晨接受報名。但因網上報名與支付報名費分階段實行之關係，過去數年均有搶位與私下賣位的情況發生，故當局採取登記後3天內需於網上繳付報考費，逾期者將被取消登記資格及釋放這類空餘考位。

### 香港、澳門
港澳考試由香港日語教育研究會負責，2008年起考生可於網上報考考試；而兩地考試資訊亦統一由該會公布，2022年前每年第一次考試只設香港考點。
該會過去在澳門大學王寬誠樓之日本研究中心設報名點並於該校設有考場。2014年末，澳門大學遷離氹仔，該年沒有設立澳門考點；2015年於新口岸之澳門生產力暨科技轉移中心重新設立考點，現在澳門地區的考點分別有澳門生產力暨科技轉移中心以及中葡職業技術學校兩處，2022年起港澳地區考試只接受網上報名。

### 台灣

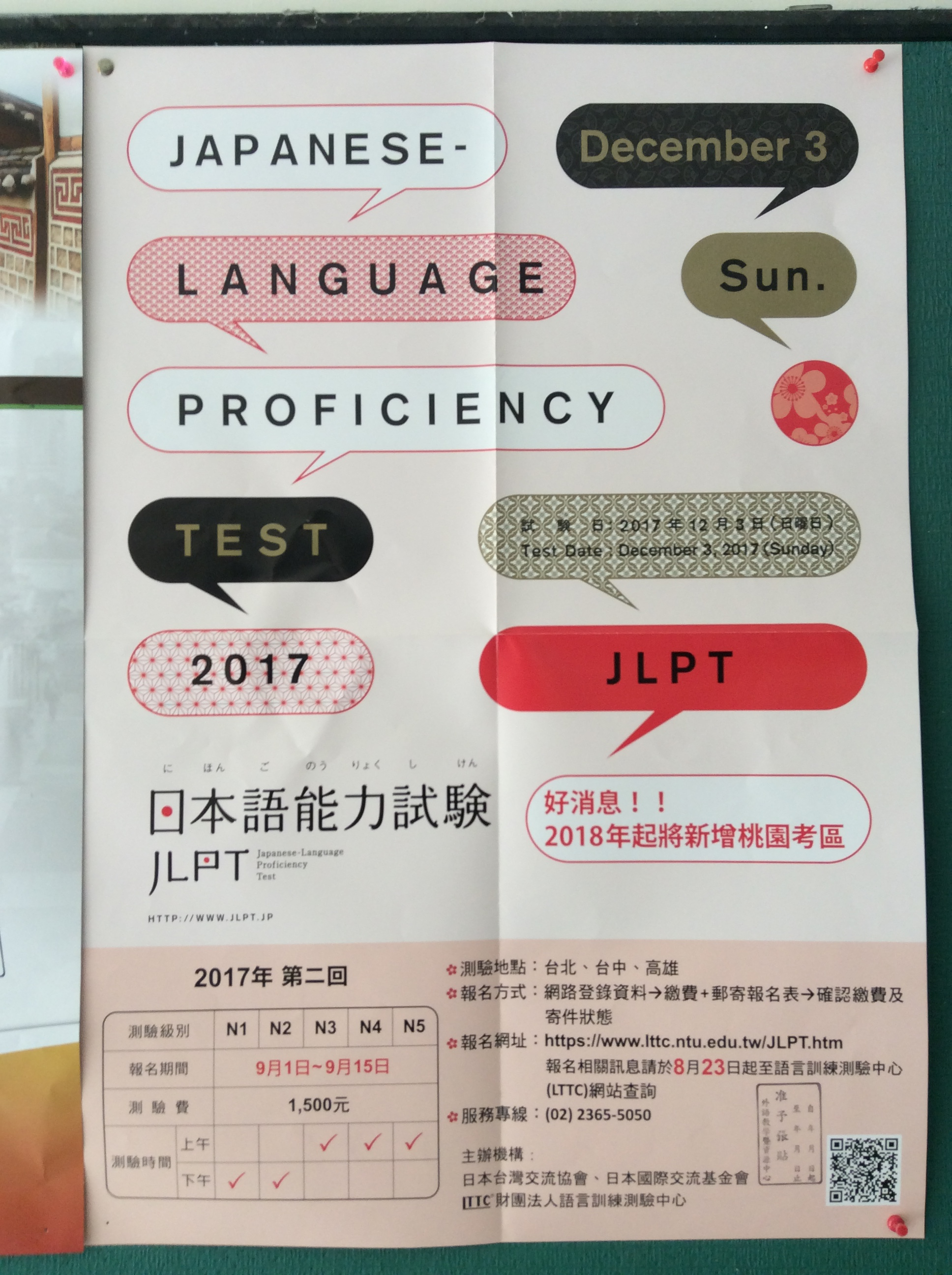
張貼於國立台灣大學內的日本語能力試驗海報（攝於2017年9月28日）

台灣的考試由財團法人語言訓練測驗中心負責，於台北、桃園（2018年起）、臺中、高雄設有考場。考生須在該中心網站公告的期限內網路報名並付費完成報考手續。

### 新加坡
新加坡考試由新加坡日本文化協會（The Japanese Cultural Society, Singapore）負責。

### 馬來西亞
一直到2012年，馬來西亞於吉隆坡、檳城、怡保、亞庇、柔佛開設考場，五地舉辦機構分別為馬來西亞日語協會（JLSM）、檳城日語協會、霹靂馬日友好協會、馬來西亞沙巴大學知識推廣與語言學習中心（PPIB）及馬來西亞理工大學（UTM）。

### 韓國
首爾一帶由首爾日本語能力考試管理委員會負責舉辦。釜山一帶由釜山韓日文化交流協會舉辦。濟州一帶由濟州工商會舉辦。

### 日本
日本語能力考試在日本國內由日本國際教育支援協會承辦。考生需要在該會網站註冊MyJLPT，並且繳付報名費。
日本國內共分為11個考試地區，考生需要根據居住地報名。不同地區可以報考的級別可能有差異。

### 泰國
泰國的日本語能力考試由泰國日本語能力考試管理委員會承辦。考試中心分別位於曼谷、清邁、宋卡、孔敬和烏汶叻差他尼。

## 评价

### 正面
- 能给日语学习者一个目标，对其学习有促进作用。
- 能对参加考试者言語知識(包括文法及生字)、听力和阅读水平有一个较客观的评价。
- 外國人申請日本入境人材加分(N1加15分、N2加10分)。
- 外國人進入日本企業、日系外商公司或外派至日本就职时可作为日语能力评价参考。
- 新日本語能力試驗不採用「粗分(用答對題數來計算)」，而採用「標準分數」計算得分[17]。「標準分數」採用「等化」計分方式，每次皆以同一量尺來計算分數。透過導入「標準分數」，可以更正確且公平地將應考時的日語能力反映在分數上，避免每次難易度不同而造成的得分差異。換言之，在舊制中很常出現的難度較低年份合格率較高而難度較高年份合格率較低情況將會較少出現，但變相也提高了考過的難度。

### 负面
- 2008年之前每年只有一次考试，报名者很多且部份地區有報名人數的限制，若报名迟了，很容易报不上。2009年起改為一年2次，但相對於托福、雅思等次數仍偏少，且考完後需等待2至3個月才可得知成績。
- 仅测试了听和读两个方面，对于说和写则完全没有测试，故無法反映参加考试者对日语會話及寫作的掌握水平。
- 在新冠疫情爆发后，多次JLPT考被全部或部分取消。其中，中国大陆考点许多在考前临时取消。[18]由于JLPT一年仅有2次机会，且是日语专业比较重要的证书执照。考试的频繁取消导致许多学生的升学、就业受到影响。
- 最高级别N1级别也只對標欧标C1等级，即JLPT无法覆盖A1-C2的全部欧标范围。
- 以全選擇題評核並不能完全排除運氣成份。
- 2010年之后的五级别日语能力考试之試題及答案原则上不允许真题公开，尽管官方多次呼吁不准公开考题，但民间组织自行出版、传播考题的现象比较普遍[19]。
- 全球使用统一考题，但各国考场的开考时间不同，由此产生时差滋生作弊行为。